# Port-Louis (Maurice)
Pour les articles homonymes, voir Port-Louis.
Port-Louis (en anglais : Port Louis et en créole mauricien : Porlwi /poːlwi/) est la capitale de Maurice. Située dans son propre district, peuplée de 149 194 habitants au recensement de 2015, la ville est aussi un port ouvert sur l'océan Indien et la plus grande ville du pays. Originellement, la ville avait reçu des Hollandais le nom de Noordwester Haven traduit en Port Nord-Ouest par les colons français. Le nom de Port-Louis a été donné en hommage au roi Louis XV à des dates qui divergent selon les sources. Certains citent l'année 1721 ou 1722,, d'autres font remonter ce second baptême à l'arrivée du gouverneur Mahé de la Bourdonnais en 1735. Sous la Révolution, la ville reprit son nom de Port Nord-Ouest qu'elle alterna avec les noms de Port de la Montagne pour le port et Ville de la Montagne pour la ville entre 1793 et 1795,,. En août 1806, avec l'avénement de l'Empire napoléonien, le gouverneur Decaen lui donna le nom de Port-Napoléon, qui fut conservé jusqu'à l'arrivée des Anglais en 1810 où elle reprit le nom de Port-Louis.

## Géographie

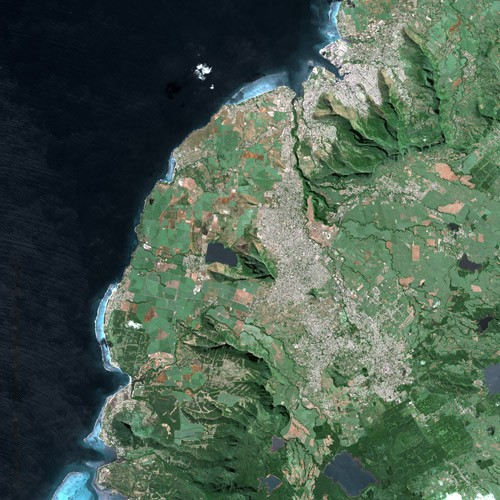
Port-Louis vu par satellite.

### Flore
Au début du XIXe siècle, Jean-Baptiste Bory de Saint-Vincent releva la présence de nombreuses plantes dans les rues de Port-Louis, notamment Achyranthes aspera, Amaranthus blitum, Amaranthus spinosus, Andropogon contortum, Boerhavia diffusa, Boerhavia erecta, Cassia foetida, Cleome pentaphylla, Cynosurus indicus, Datura metel, Heliotropium indicum ou Parthenium hysterophorus, mais aussi un galéga, plusieurs panics et cinq ou six espèces de Sida. Par ailleurs, et toujours d'après le même auteur, l'argémone mexicaine s'était déjà naturalisée dans l'île et les principales rues du port étaient plantées de bois noir.
Le naturaliste nota également la présence à Port-Louis de Cassia fistula ainsi que de badamiers, ces derniers plantés çà et là dans les rues et les cours.

### Climat
Protégée des intempéries fréquentes qui frappent le Plateau Central de l'île Maurice, Port-Louis bénéficie d'un climat d'une douceur exceptionnelle en hiver. Il est très rare que les températures descendent en dessous de 18 °C. Les hivers à Port-Louis sont à ce point modérés que les habitants des régions plus froides du pays affirment que les Port-Louisiens ne connaissent pas l'hiver.
Les étés port-louisiens sont réputés torrides, même par rapport au reste du pays. Il n'est pas rare que le thermomètre affiche plus de 32 °C ; de plus, des taux d'humidité pouvant facilement avoisiner les 90 % rendent la chaleur encore plus inconfortable de décembre à février.

## Histoire
Port-Louis a été fondée en 1736 par les colons français.

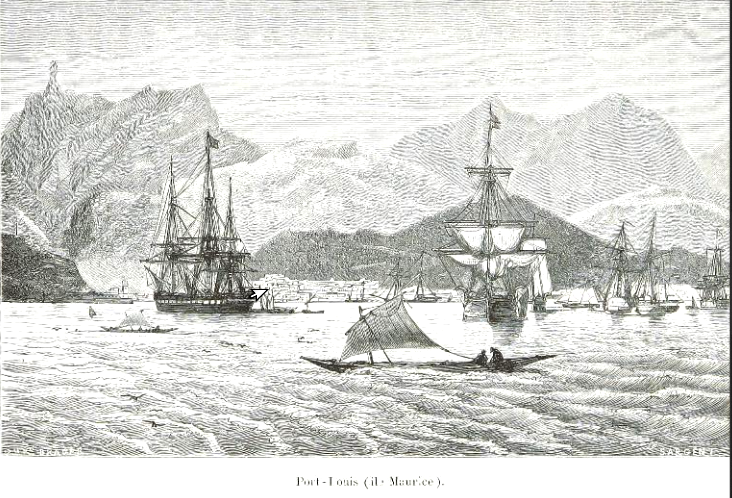
Port-Louis, Jean-Baptiste Henri Durand-Brager.

Les Hollandais prennent possession de l’île Maurice en 1638, mais l'abandonnent quelques décennies plus tard. Pendant les premières années suivant leur arrivée, ils occupent deux points sur l’île, la baie de Grand Port connue à l’époque sous le nom de Warwyck Haven, et Port-Louis, renommé Noord-Wester Haven (Port Nord Ouest en néerlandais). Le site est baptisé Port-Louis par les Français, puis change de nom brièvement pendant la Révolution, et après 1804 (Port-Napoléon) sous l'Empire. Il retrouve son nom de Port-Louis ensuite.
Au début de la colonisation française, le site est baptisé Port-Louis. L'origine du nom n'est pas certaine. Certains chercheurs penchent en faveur du souverain d'alors, Louis XV, alors que d’autres supposent la dénomination en souvenir de Port-Louis, en Bretagne car la Compagnie française des Indes occidentales  installe dans l'Île de France deux ports de relâche (Port-Louis et Port-Bourbon) et introduit dans l'île des cultures destinées à l'avitaillement des navires.
En 1729, Nicolas de Maupin devient le premier administrateur à part entière de l’île. Sous son administration, Port-Louis devient la capitale administrative et le port principal, aux dépens de Port-Bourbon (Grand Port). La Compagnie des Indes envoie, en 1732, l’ingénieur Cossigny pour aider à la fortification de la ville ainsi qu’à la construction d’un port. Bien que compétent, ce dernier ne peut réaliser ses projets, car il entretenait des relations exécrables avec le conseil supérieur de l'île de France.
Les grands travaux de construction sont entrepris sous le gouvernement de Mahé de Labourdonnais. Il arrive dans l'île en 1735 et, en moins de dix ans, la ville de Port-Louis est dotée d'une rade bien équipée et bien défendue, ainsi que de plusieurs bâtiments dont des greniers, une cale sèche, un arsenal, une armurerie et un hôpital. La capitale prend forme grâce au travail des esclaves venus d’Afrique et des artisans de Madras. Les habitants reçoivent l'eau potable à travers un aqueduc acheminant l’eau de Grande Rivière Nord-Ouest. Finalement, Labourdonnais commence la construction de l’Hôtel du Gouvernement, où siège le Conseil supérieur de l'île de France.
De 1767 à 1790, l’Isle de France passe sous tutelle royale. Les dernières années d’administration de la Compagnie des Indes orientales voient Port-Louis souffrir d’un manque d'attention de la part des autorités. Le port s’envase et s'encombre d'épaves de navires victimes de cyclones. Beaucoup de bâtiments sont en piteux état. L’intendant royal, Pierre Poivre, veille à ce que les choses évoluent positivement. Il contribue à rendre la vie des habitants de la capitale plus agréable. À son départ en 1772, la ville a grandi d’un tiers de sa taille initiale.

Entre les années 1772 et 1781, le chevalier de Tromelin, ingénieur naval, entreprend d’agrandir le port du côté de Trou Fanfaron et celle de Caudan. Grâce à ces travaux, le port devient une base pour les opérations navales aux Indes et lors de la guerre d'indépendance des États-Unis. Après la Révolution française, Port-Louis devient Port-Napoléon, en 1804, en l’honneur de l’Empereur. La ville prend son nom définitif à l’issue de la capitulation des Français face aux troupes britanniques en 1810.

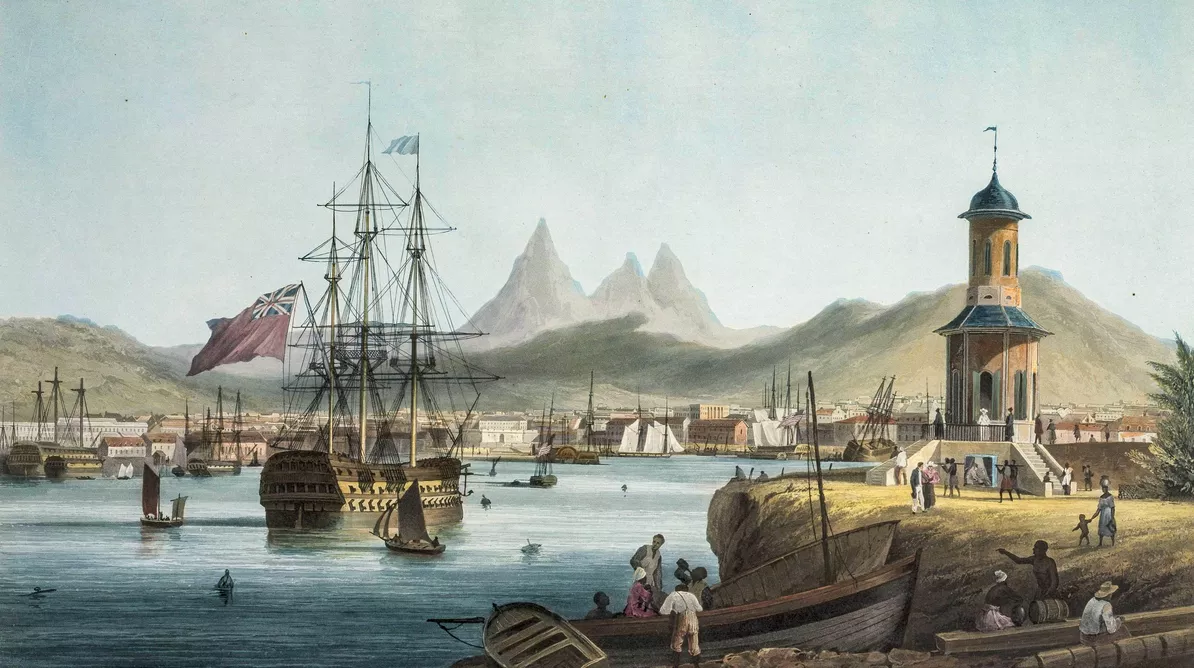
Vue du Port Louis en 1823, par Louis Garneray.

En 1801, lorsqu'il le visite dans le cadre de l'expédition Baudin, Jean-Baptiste Bory de Saint-Vincent décrit le port en affirmant qu'il « peut contenir quatre à cinq mille blancs ou libres, et le double d'esclaves ». Il ajoute que « la plupart des rues ne sont pas pavées ; les maisons sont presque toutes en bois, et sont très-basses ; beaucoup d'entre elles n'ont que le rez-de-chaussée, ou un étage, à cause des coups de vents qui les pourraient renverser si elles étaient plus élevées » Généralement, la ville était selon lui en situation « critique ».
La mise en service du canal de Suez en 1869 réduit l'importance du port et de l'île.
Une épidémie de malaria en 1867 fait fuir la bourgeoisie de Port-Louis qui abandonne ses maisons pour fonder le village, puis ville, de Curepipe sur les hauteurs au climat jugé plus sain. Une épidémie de peste en 1899 fait fuir une grande partie de ses habitants sur les hauteurs de l'île. Enfin la grippe espagnole atteint l'île entre mars et juin 1919, faisant dix mille morts.
De 1810 à 1921, la population de Port-Louis passe d’environ vingt-quatre mille à plus de cinquante mille habitants. La plupart des immigrants indiens commerçants, principalement les musulmans, s’installent dans la capitale à leur arrivée. La ville devient une municipalité en 1850.

## Économie

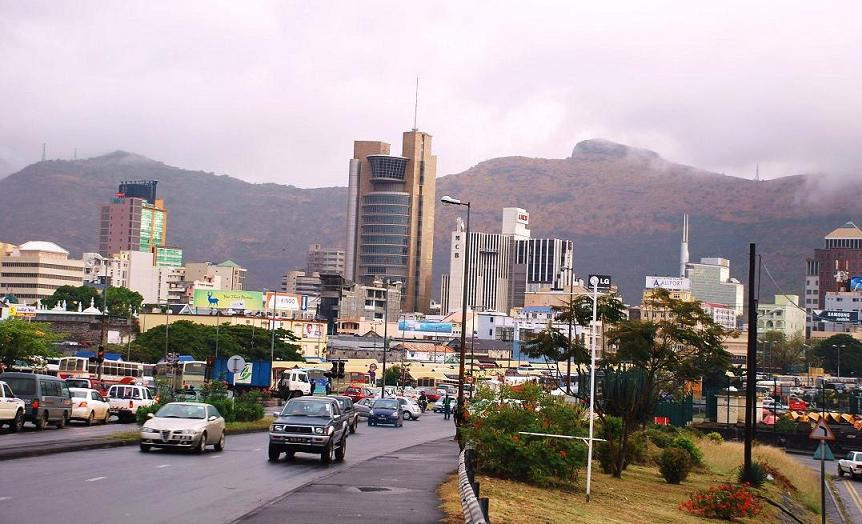
Centre de Port-Louis.

La majeure partie du revenu de la ville est dérivée des activités portuaires - qui par la suite régit le commerce extérieur mauricien. Récemment, Port-Louis s'est notamment transformé en un port d'éclatement. 300 000 mouvements de transbordement sont attendus en 2005.

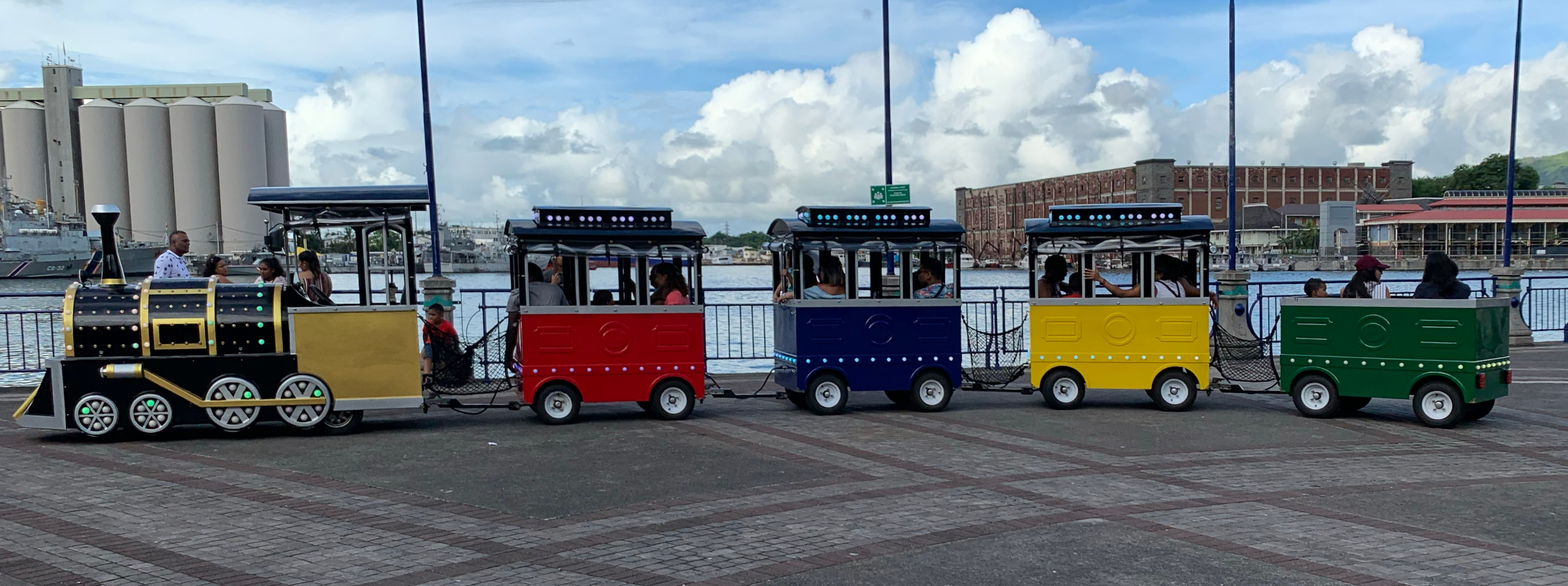
Petit train touristique à Caudan Waterfront.

L'industrie est dominée par le textile, dont les activités se concentrent dans la dite « zone franche » à Plaine Lauzun, mais les produits chimiques, le plastique et les produits pharmaceutiques apportent une contribution importante.
Le tourisme est aussi une activité importante. Grâce au développement du Caudan Waterfront (anciennement les docks de la ville, devenus aujourd'hui un complexe commercial), le nombre des touristes visitant Port-Louis a augmenté sensiblement. Il ne faut pas oublier non plus que la ville regorge de lieux historiques, comme le Champ de Mars et la Place d'Armes, autant d'endroits susceptibles d'attirer les touristes.
Depuis que les activités industrielles de la ville se sont révélées être moins rentables qu'elles ne l'étaient pendant les années 1980, Port-Louis s'est tourné peu à peu vers les activités liées à la finance. La ville est considérée comme l'une des plus importantes places financières de l'Afrique subsaharienne, avec Johannesbourg.

## Architecture
Tout en étant une ville qui a été pendant plus d'un siècle et demi administrée par l'Empire britannique, Port-Louis porte indéniablement l'empreinte de la France, à qui l'on doit de nombreux projets d'envergure dans la ville. Par la suite, les Britanniques ont fait appel aux descendants des Français pour l'administration locale pendant cent cinquante ans, jusqu'à l'indépendance en 1968. En effet à leur arrivée, les Anglais ont découvert une ville tellement bien entretenue par les Français qu'ils n'ont pas jugé nécessaire de lui ajouter grand-chose.
Pour commencer, les pavements qui ornent les trottoirs de la ville sont des vestiges du règne français, et font la fierté des Mauriciens qui les considèrent comme partie intégrante de Port-Louis. Le port et le Jardin de la Compagnie sont aussi le fruit de l'apport français au pays.
Pour une ville de dimension relativement faible, Port-Louis regorge d'autres lieux historiques. L'un d'eux, l'Aapravasi Ghat, fait même partie de la liste du Patrimoine mondial de l'UNESCO depuis 2006. La particularité de ce lieu est d'avoir accueilli les premiers immigrants indiens arrivés au pays au dix-neuvième siècle. Quand on sait qu'aujourd'hui plus de 70 % des Mauriciens ont des origines indiennes, on imagine aisément le symbolisme de l'Aapravasi Ghat pour le pays.
La liste des lieux historiques de Port-Louis ne s'arrête pas là.

## Culture
Sur le plan culturel, il y a le Blue Penny Museum, le Musée de la photographie de l'île Maurice, le Musée d'histoire naturelle de l'île Maurice, le Musée intercontinental de l'Esclavage, le Théâtre de Port-Louis. 

Édifices culturels.
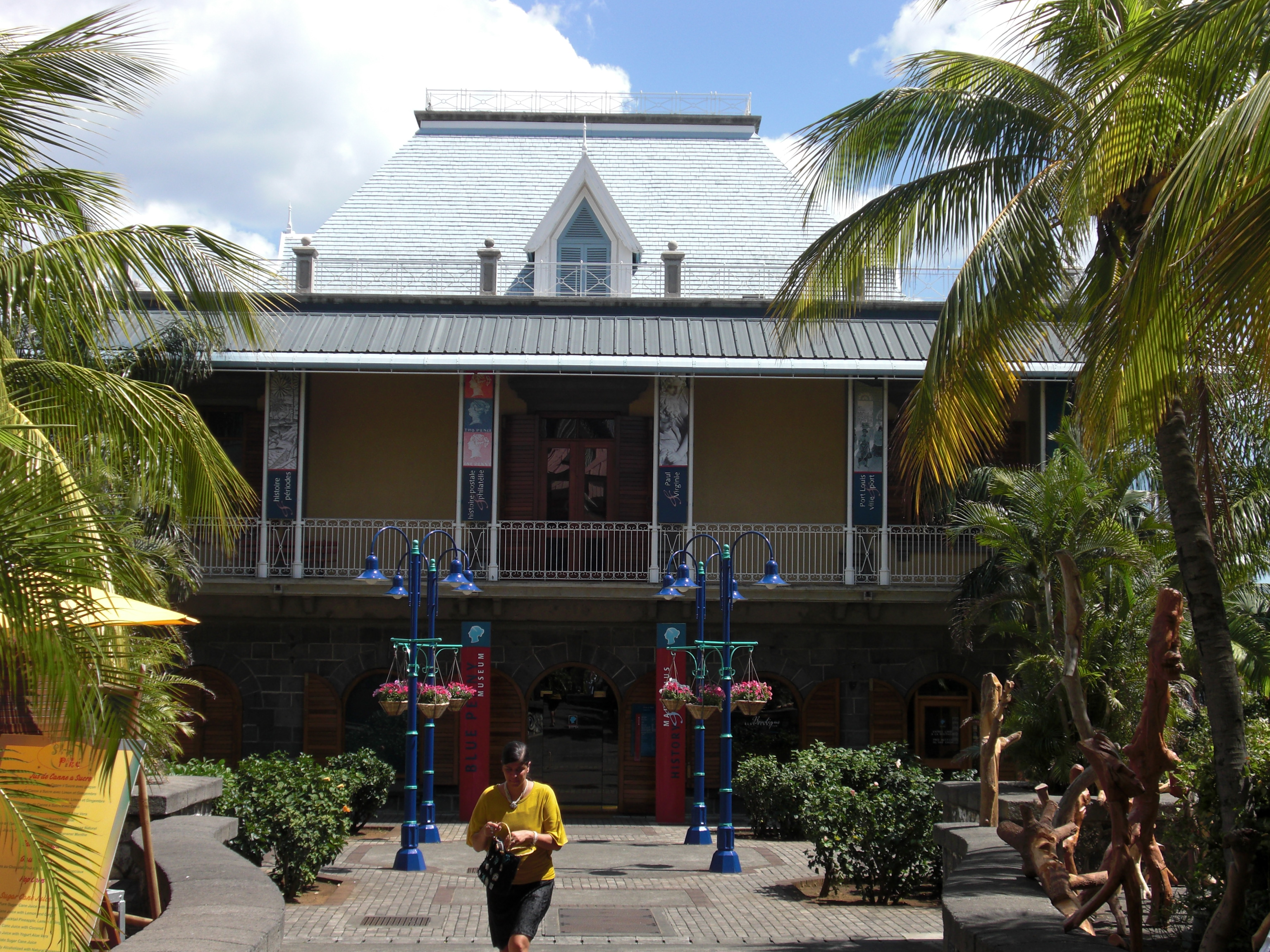
Blue Penny Museum.
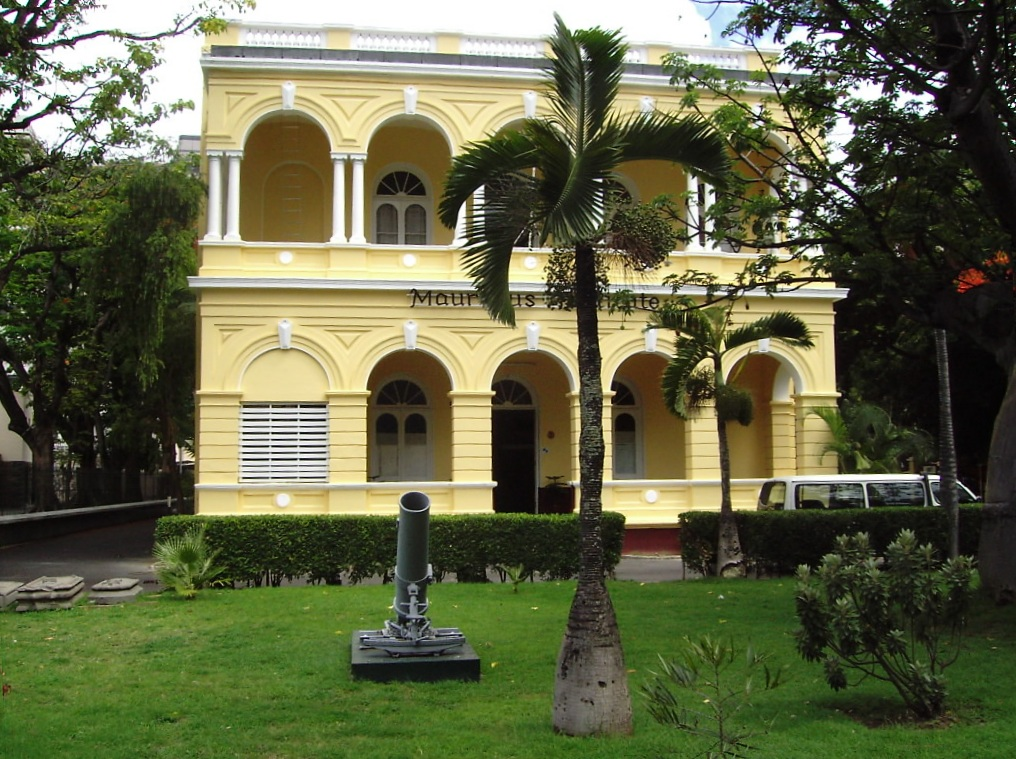
Musée d'histoire naturelle de l'île Maurice.
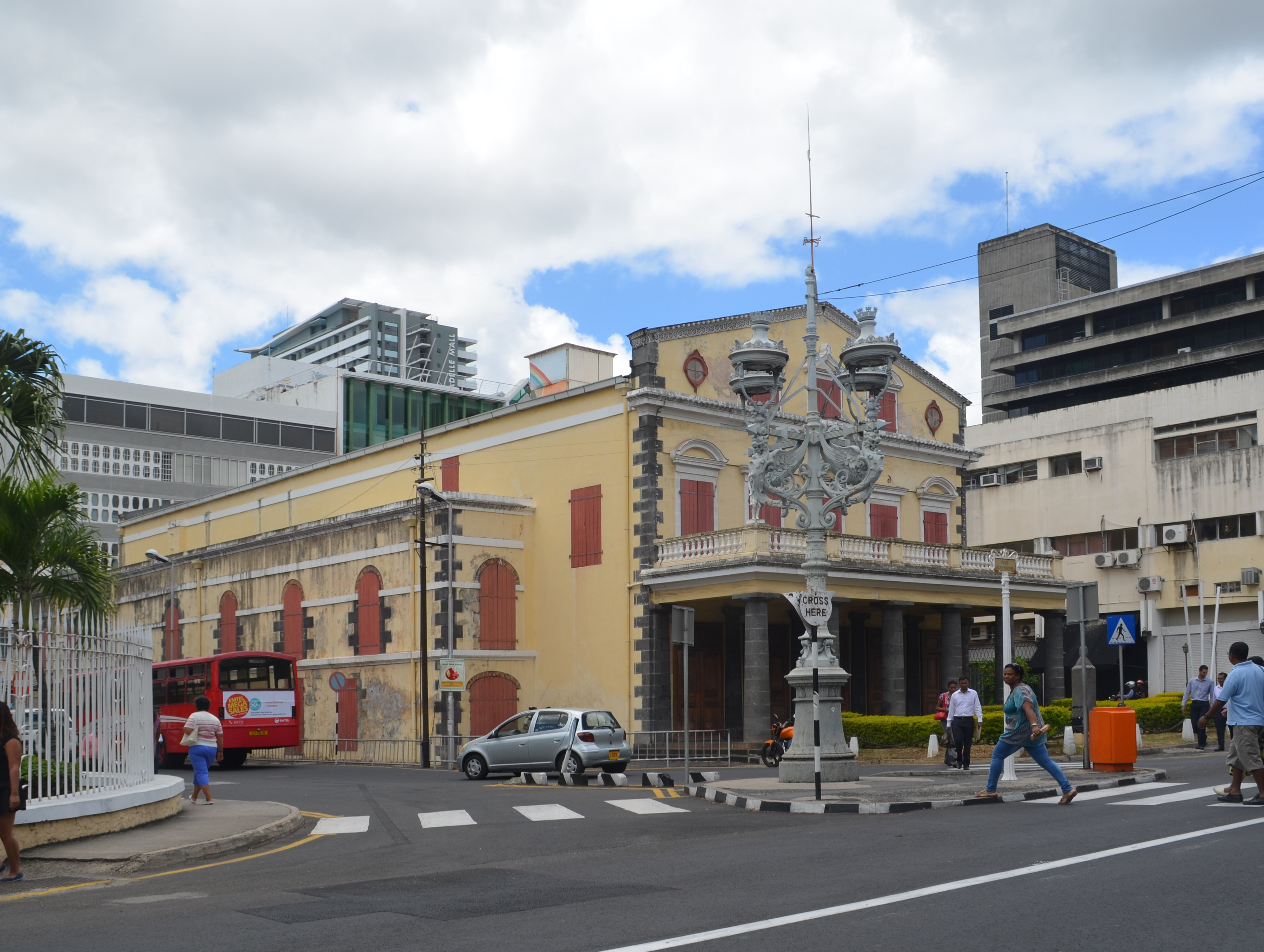
Théâtre de Port-Louis.
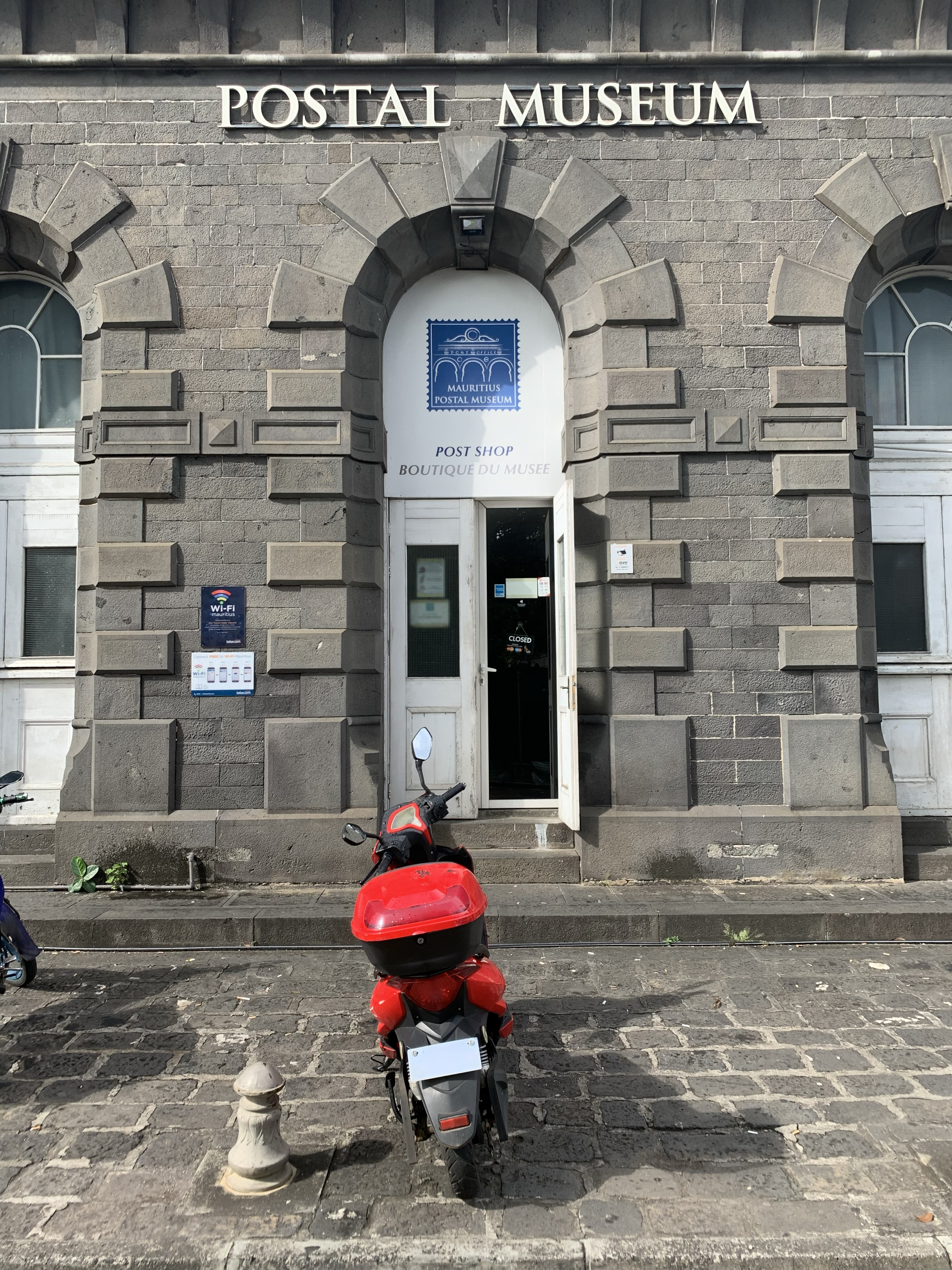
Musée de la Poste mauricienne.
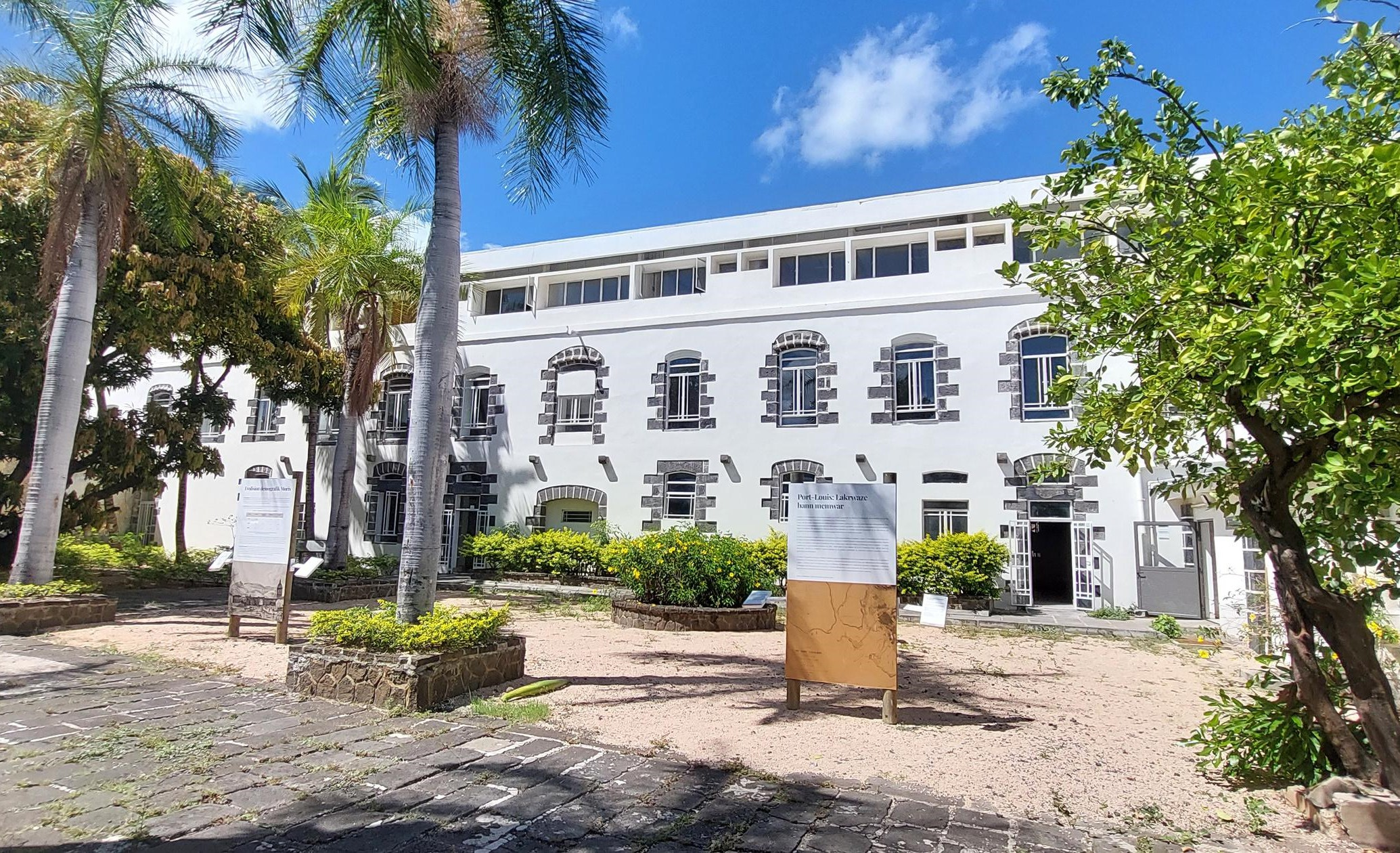
Le Musée intercontinental de l'Esclavage dans l'ancien hôpital militaire.

L'Allée des voyageurs, au Jardin de la Compagnie : elle est située dans le Jardin de la Compagnie des Indes, proche du cinéma Majestic. Il fut inauguré par le Premier ministre mauricien en août 2010, en présence de l'envoyé du sultanat d'Oman, Abdullah al Suhaili et de nombreuses personnalités. Ce parcours culturel, fait de textes de voyageurs qui ont sillonné l'océan Indien, comprend des textes d'al Idrissi, d'Ahmad bin Majid, d'Ibn Khordadbeh, de Marco Polo, etc. et un planisphère qui est l'œuvre du sculpteur Bhungsee. Le projet fut lancé et mené par le sémiologue Khal Torabully, le ministre de la Culture, le comité al Idrissi et la Municipalité de Port-Louis.
La Citadelle de Port-Louis, plus connu sous le nom de Fort Adelaïde, est une fortification construite entre 1834 et 1840 sur une colline de la capitale.

## Enseignement supérieur
L'Université de Technologie Maurice a été fondée en 2000.

## Lieux de culte
Parmi les lieux de culte, il y a principalement des temples hindous. Il y a aussi des églises et des temples chrétiens : diocèse de Port-Louis (Église catholique), Église de la Province de l'océan Indien (Communion anglicane), Assemblées de Dieu et des mosquées musulmanes.

## Transports
La ville est reliée par le transport aérien avec l’aéroport international Sir-Seewoosagur-Ramgoolam, situé dans la localité de Plaine Magnien, au sud-est de l’île, à 48 km de Port-Louis.
Depuis 2019, Port-Louis dispose d'un métro léger, le Métro Express de Maurice, qui compte 19 stations. Il relie la ville à Curepipe, la 2e ville du pays en nombre d'habitants, située à seulement 15km de la capitale.
En tant que capitale économique et politique du pays, Port-Louis fait l'objet d'une circulation routière importante. En 2004, on estimait à 25 770 le nombre de véhicules entrant dans la capitale chaque matin entre 7 h et 9 h. Pendant ces mêmes heures de pointe, 215 véhicules pénétraient dans Port-Louis chaque minute, expliquant les nombreux goulots d'étranglement recensés aux entrées nord et sud. Depuis, la situation s'est encore empirée, le nombre de véhicules enregistrés dans le pays étant passé de 291 605 à 384 115, soit une croissance de 32 % en six ans.
La ville est desservie par des autobus en provenance de toutes les régions du pays, y compris les plus éloignées, comme les districts de Flacq et Savanne. Les deux gares routières les plus importantes sont :
- la Gare du Nord (Immigration Square), terminus pour les autobus venant du nord de l'île ou s'y rendant.
- la Gare Victoria, pour les autobus en provenance des Plaines Wilhems, Grand Port, Savanne et Flacq.

Enfin, Port-Louis est au cœur d'un réseau de transport non négligeable desservant ses banlieues proches telles que Cité-la-Cure, Plaine Verte, Vallée Pitot, Tranquebar et Cité Vallijee.

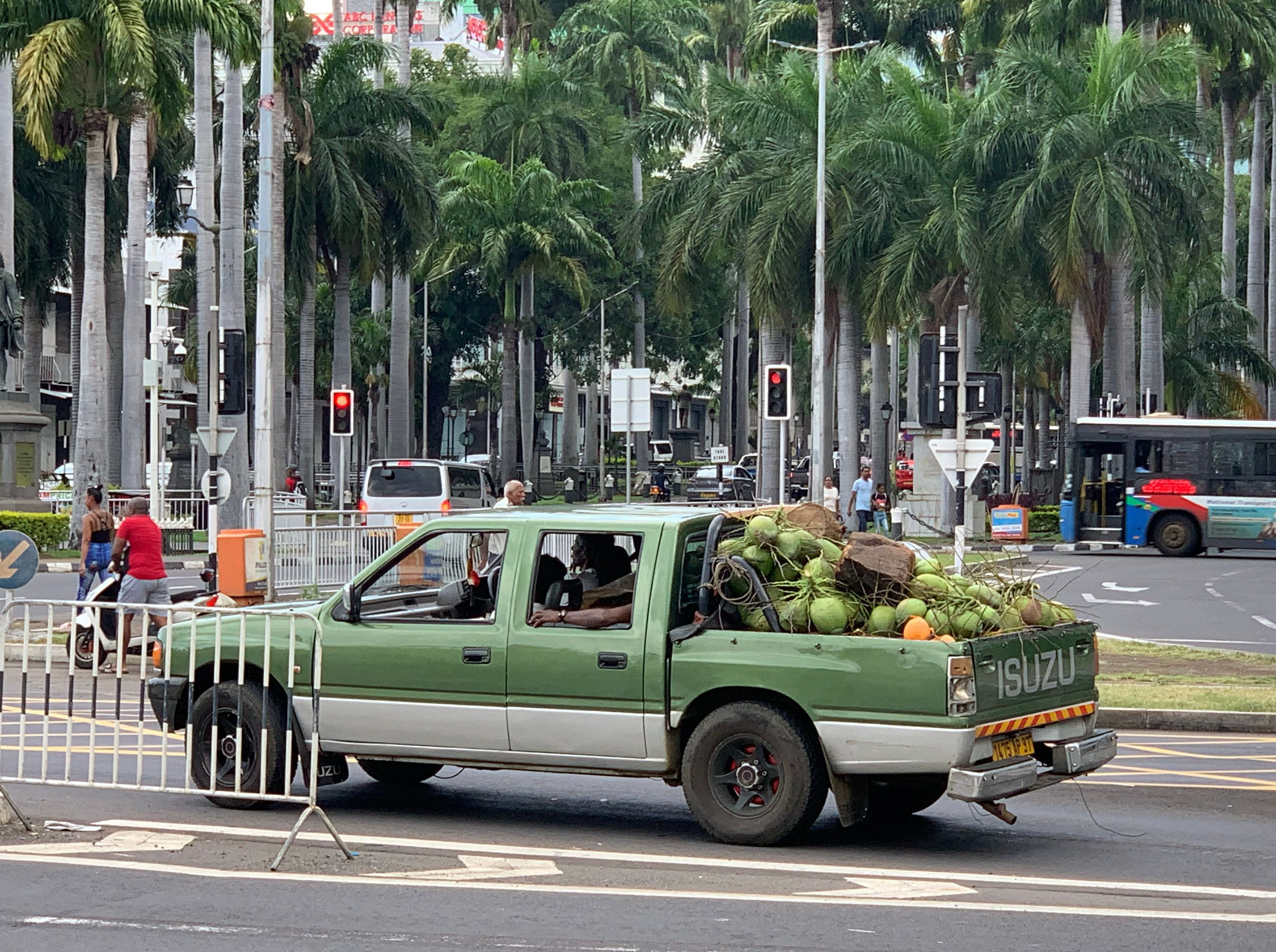
Voiture chargée de noix de coco.
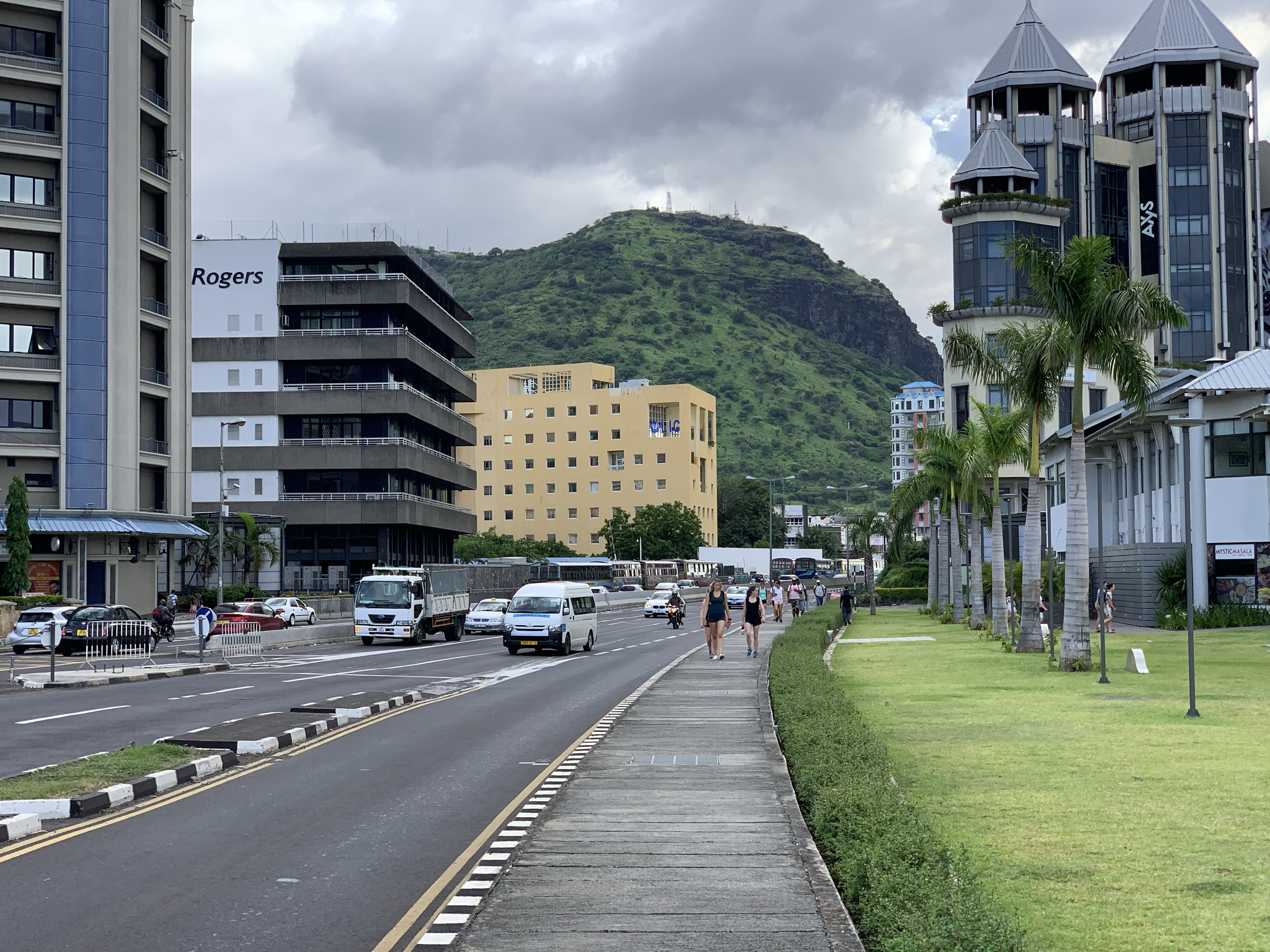
Voie rapide.
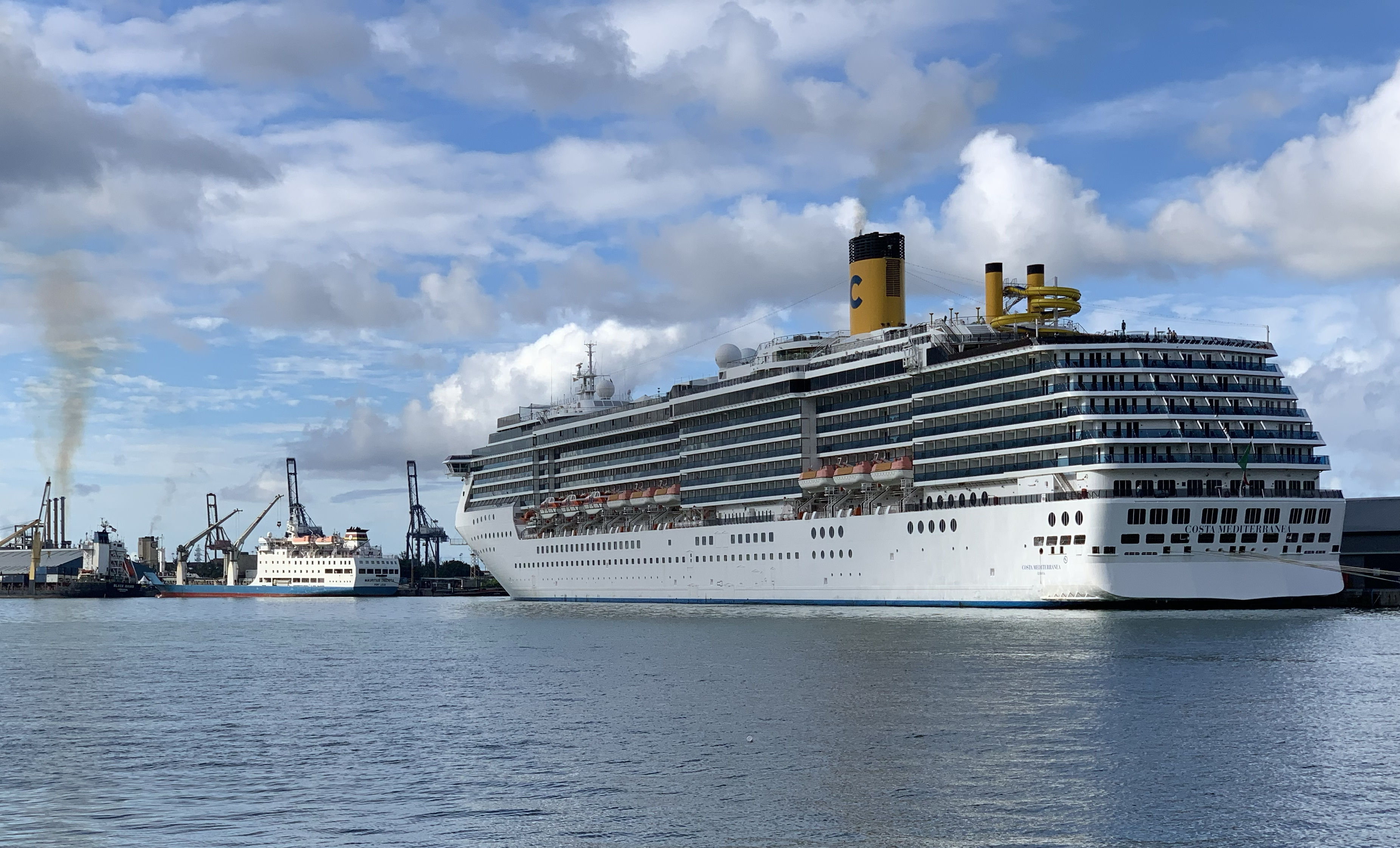
Le Costa Mediterranea dans la rade.
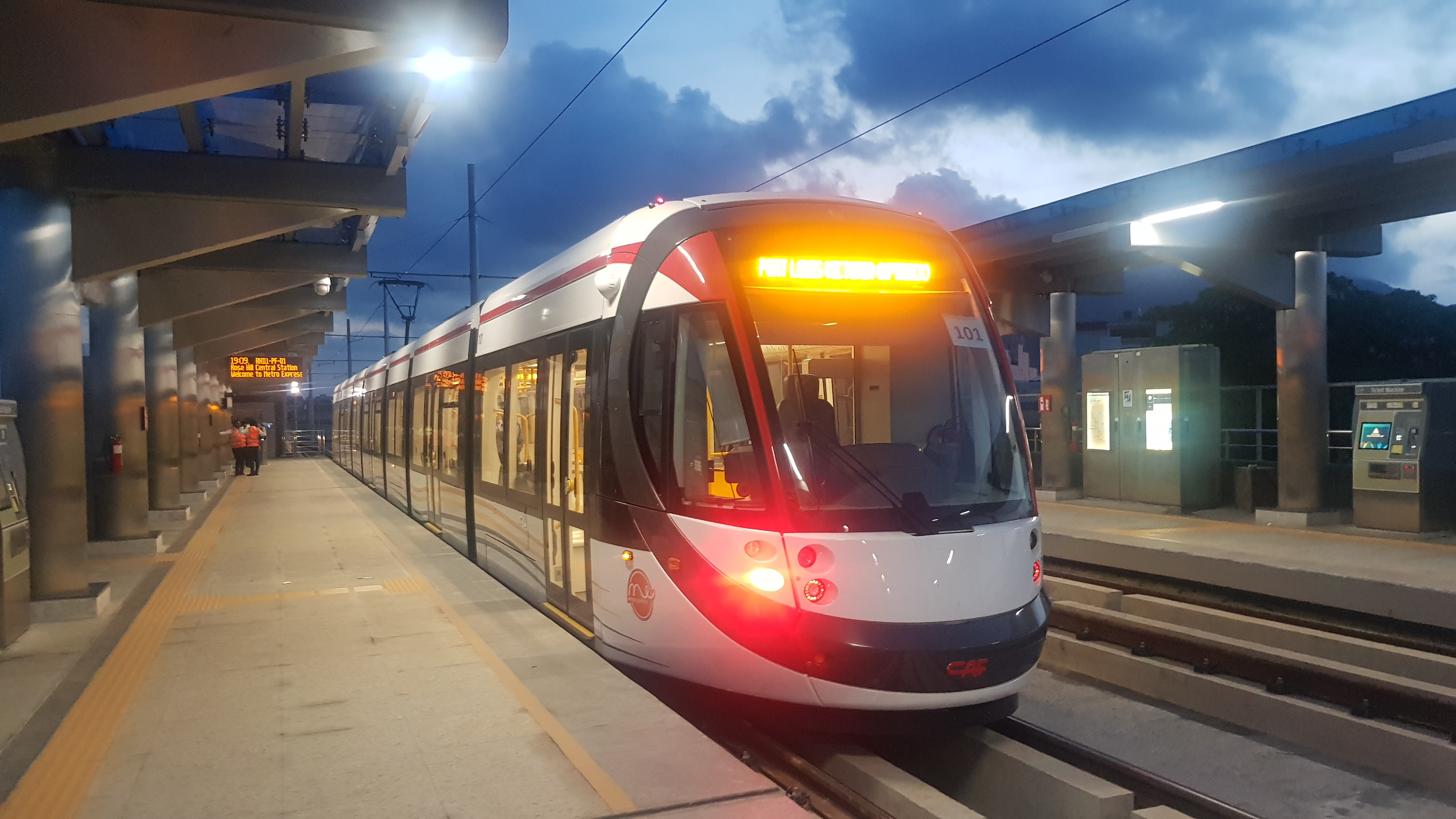
Métro Express de Maurice

## Personnalités
Les personnalités suivantes sont nées à Port-Louis :
- Théodore Courtaux (1848-1916), généalogiste et paléographe, né le 2 juillet 1848 à Port-Louis.
- Amanda Courtaux (1856-1941), compositrice et professeur de musique
- France Antelme (1900-1944), résistant
- Charles Baissac (1831-1892), écrivain, linguiste et folkloriste
- Charles-Édouard Brown-Séquard (1817-1894)
- José de Charmoy, sculpteur
- Paul Donald d'Emmerez de Charmoy, entomologiste
- Adrien d'Épinay, avocat, homme politique
- Prosper d'Épinay, fils du précédent, sculpteur, physiologiste et neurologue
- Robert Edward Hart, poète
- Henri Le Sidaner (1862-1939), peintre
- Marie Leblanc (1867-1915), femme de lettres
- Mario Ramsamy, chanteur
- Alfred Richard (1824-1880), peintre
- Solange Rosenmark (1887-1963), femme de lettres
- Francis Thomé (1850-1909), musicien.
- Louis-Alfred Véron (1850-1894), faussaire connu sous le pseudonyme de « Norton ».
- Khal Torabully, écrivain.

Les personnalités suivantes sont mortes à Port-Louis :
- Anne-Joseph-Hippolyte de Maurès de Malartic (1730-1800), gouverneur général de l'Isle de France, décédé lors du siège de Port-Louis par une escadre anglaise.
- Claude Roblet, chirurgien et explorateur français, actif dans la lutte contre l'esclavagisme.
- Jean-Baptiste Seroux d'Agincourt (1735-1817), général de brigade de la Révolution française.
- Étienne Bottineau (1738-1813), inventeur de la nauscopie.
- Jean-Marc Desiest (1755-1808), corsaire français.
- Jean-Baptiste Lislet Geoffroy (1755-1836), scientifique français.
- Jacques-Désiré Laval (1803-1864), missionnaire spiritain surnommé l'apôtre de l'île Maurice
- John Tuohill Murphy, évêque de Maurice de 1916 à 1926
- Charles Telfair (1777-1833), naturaliste.
- Rémy Ollier (1816-1845), humaniste.

Autres personnalités liées à Port-Louis :
- Félix Laventure (1902-1995), homme politique de Maurice, un temps maire de Port-Louis.
- Laure Pillay (1917-2017), avocate et magistrate mauricienne

## Jumelages
- Québec, ville du Québec (Canada) . La rue de Port-Louis, dans cette ville, a été nommée en l'honneur de Port-Louis en 1988.
- La Possession, (Réunion)[15].
- Doha, Qatar
- Ahmedabad, Inde
- Jaipur, Inde
- Glasgow, Royaume-Uni
- Foshan, Chine
- Franceville, Gabon
- Karachi, Pakistan
- Erlangen, Allemagne
- Saint-Malo, France

## Galerie photographique

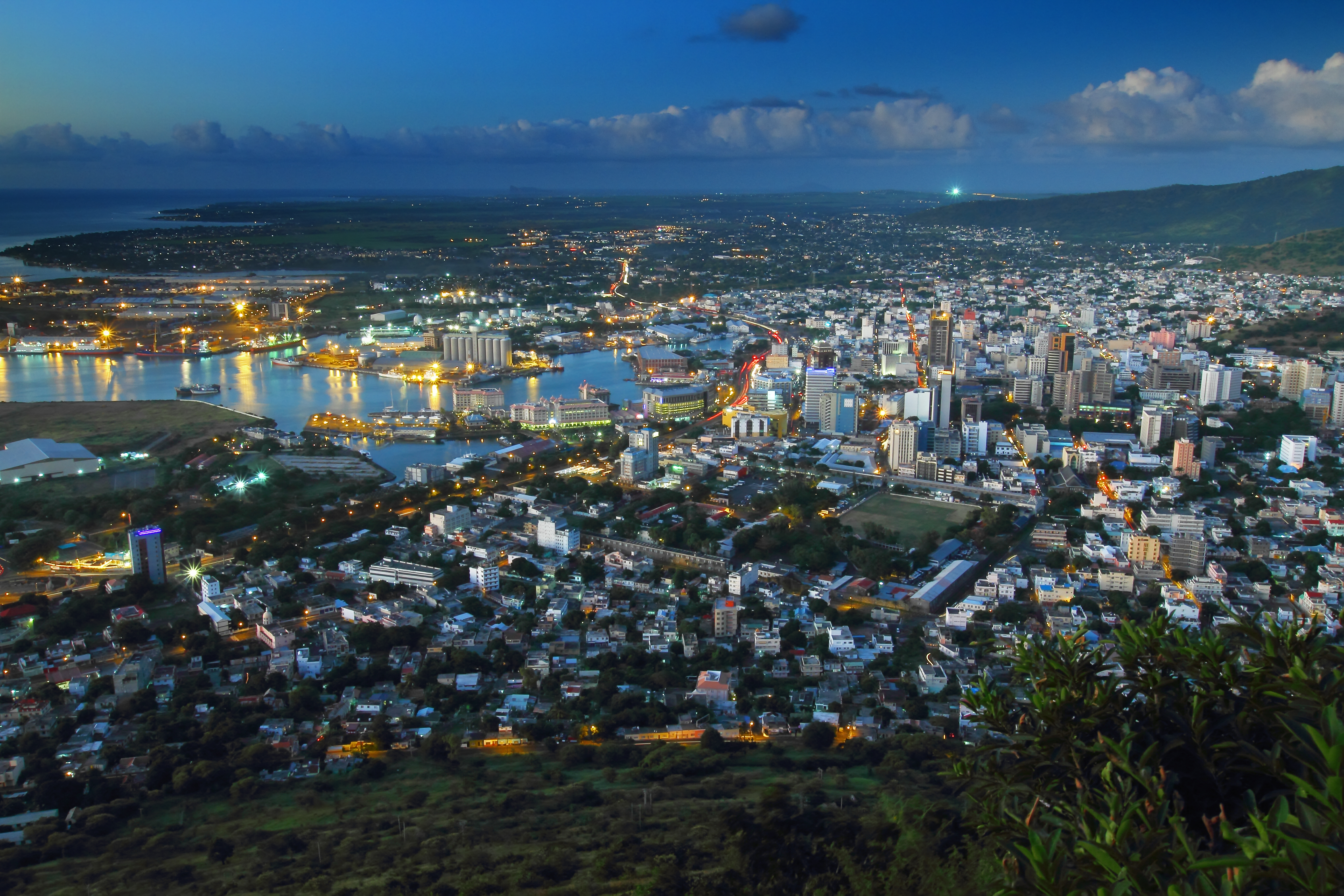
La ligne d'horizon formée par les premiers gratte-ciel mauriciens.
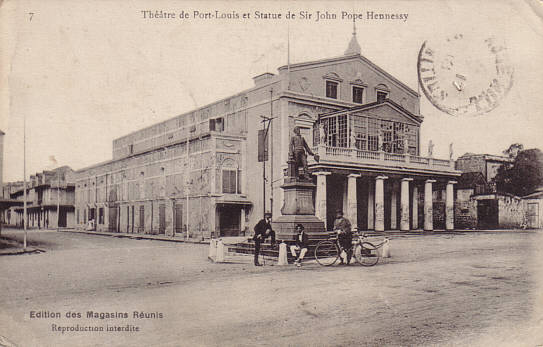
Le théâtre de Port-Louis entre 1900 et 1910.
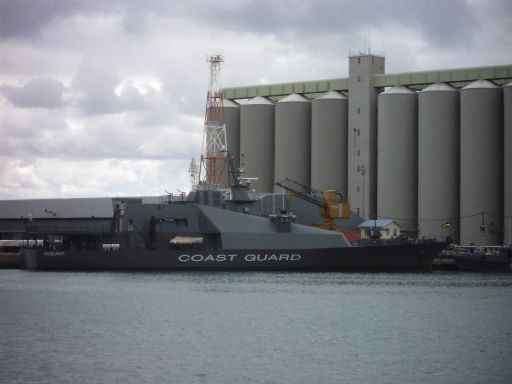
La rade de Port-Louis.
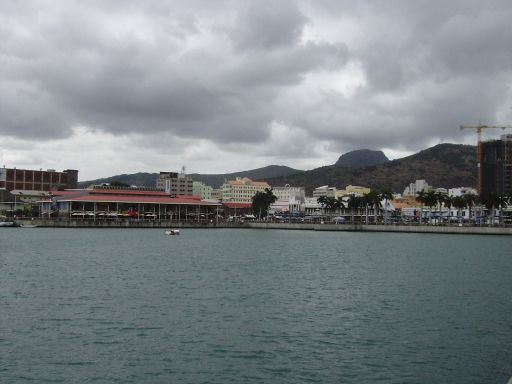
Le front de mer de Port-Louis.
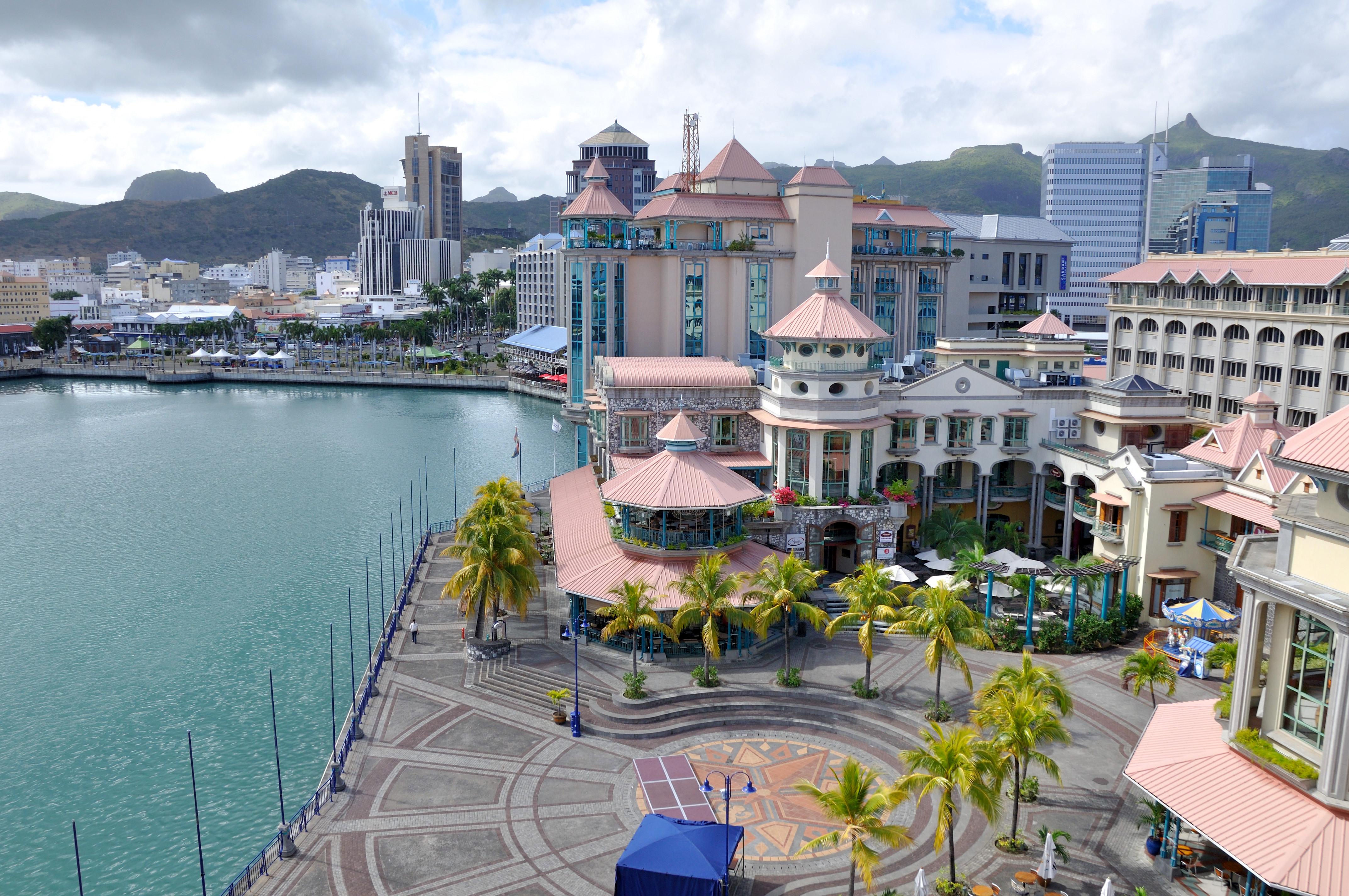
Le Caudan.
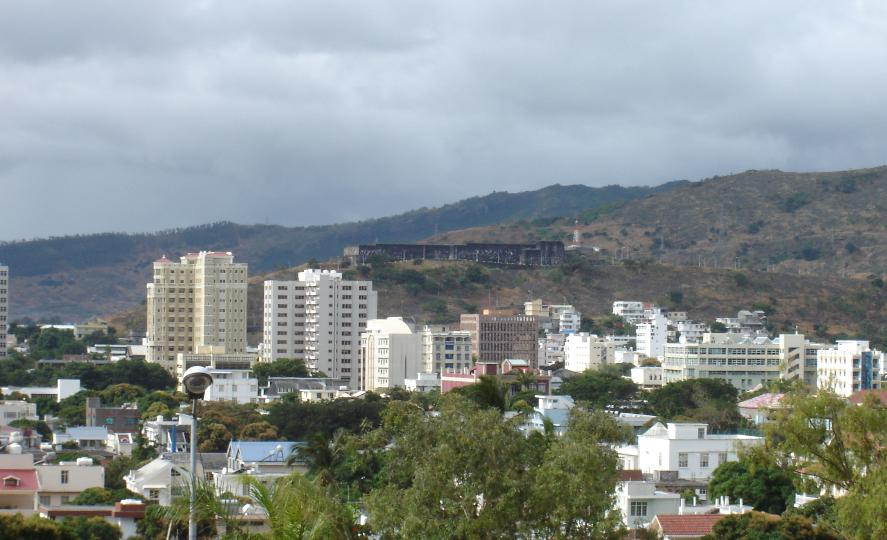
La Citadelle.